# مانويل كاستيلانوس لوبيز
مانويل كاستيلانوس لوبيز هو رسام كوبي، ولد في 29 مايو 1949.